# Conquête de la Judée et Nabatée par Tigrane Le Grand
 (juillet 2025).
La campagne de Tigrane II en Judée et Nabatée (vers 83–72 av. J.-C.) est une opération militaire menée par le Royaume d’Arménie sous Tigrane II le Grand, visant à étendre l’influence arménienne sur le Levant. Profitant des conflits internes en Judée et de l’affaiblissement du royaume nabatéen, Tigrane et son général Mithrobarzanès marchent vers le sud et imposent leur autorité sur Jérusalem et Pétra.

## Contexte
Au début du Ier siècle av. J.-C., l’Empire séleucide décline et laisse un vide politique au Levant. La Judée hasmonéenne est divisée par des luttes de succession tandis que la Nabatée cherche à préserver ses routes caravanières. Tigrane II, déjà maître d’un vaste territoire allant de la Cappadoce à la Mésopotamie, vise le contrôle des routes commerciales reliant la Méditerranée à l’Arabie.  

## Déroulement
Vers 83 av. J.-C., Tigrane lance une expédition vers le sud. Ses forces franchissent la Syrie et entrent en Judée, imposant la suzeraineté arménienne sur Jérusalem. Alexandre Jannée et Salomé Alexandra se soumettent et reconnaissent l’autorité de Tigrane.  
Peu après, les arméniens progressent vers la Nabatée. Le roi Arétas III choisit de négocier, livrant plusieurs forteresses et acceptant une dépendance diplomatique pour préserver le commerce caravanier.  

## Conséquences
La campagne marque l’apogée de l’expansion arménienne. La Judée et la Nabatée passent sous influence arménienne pendant plusieurs années, avant que l’intervention romaine menée par Pompée en 66 av. J.-C. ne réduise l’hégémonie de Tigrane sur le Levant.  
Elle illustre aussi la stratégie arménienne d’utiliser la diplomatie et les vassalités plutôt que des annexions directes pour contrôler des régions stratégiques.  